# 2021 LS43
2021 LS43 est un objet transneptunien épars encore mal connu, découvert en 2021.

## Caractéristiques
Le diamètre de 2021 LS43 est estimé à environ 175 kilometres